# Sachsenring (Köln)

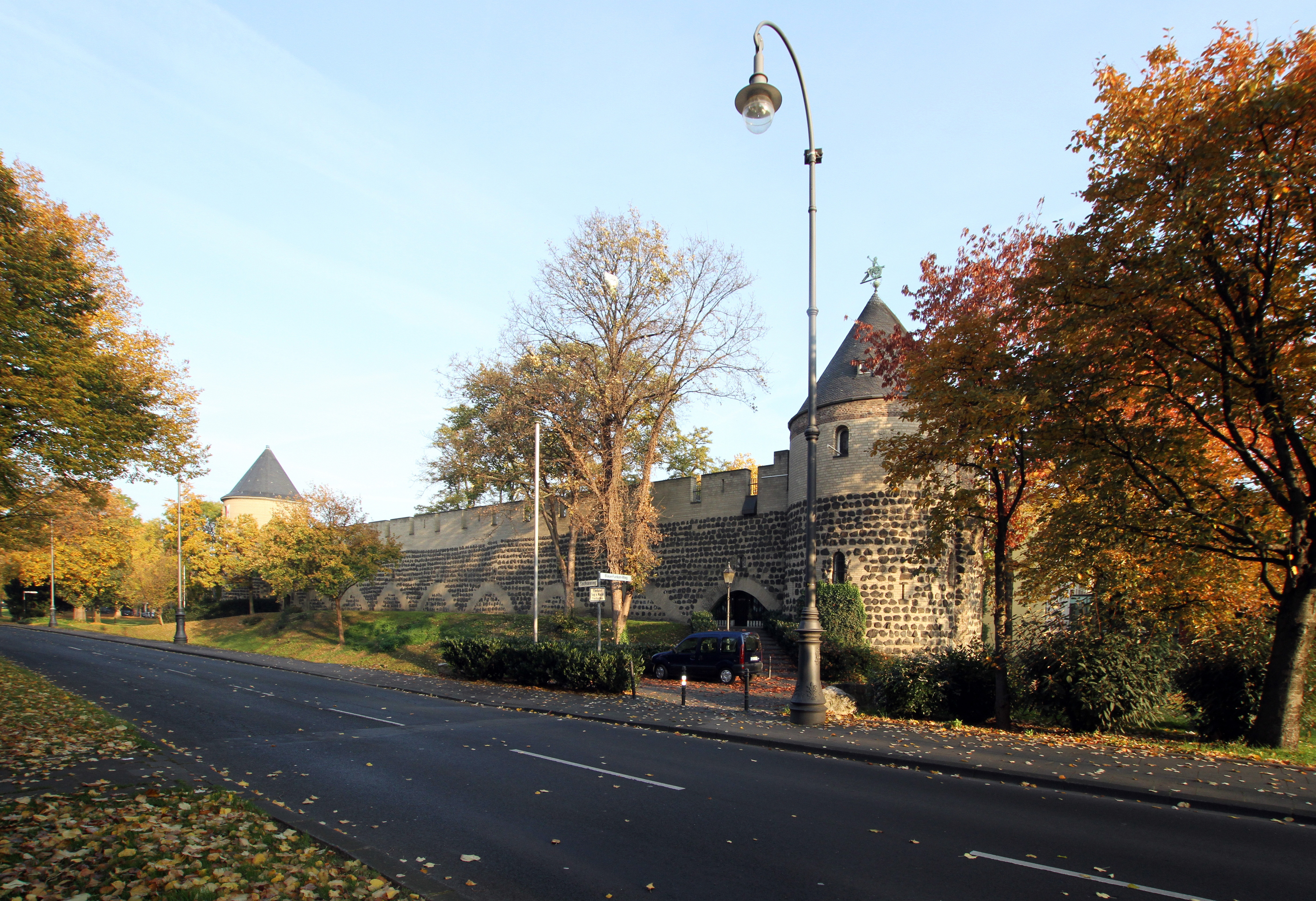
Sachsenring – Stadtmauer (November 2011)

Sachsenring ist der Straßenname des mit 1.714 Metern längsten Abschnittes der Kölner Ringe, der zwischen der Brunostraße und Eifelstraße in der Kölner Neustadt-Süd verläuft.

## Gründerzeit
Auch am Sachsenring verlief ursprünglich die Stadtmauer, was durch den hier stehenden, 90 Meter langen Mauerrest nebst Ulrepforte noch sichtbar ist. Nach Beginn der Sprengung der alten Stadtmauern am 11. Juni 1881 in Höhe des Gereonstores begann die Stadt Köln auch mit dem systematischen Abriss der übrigen Abschnitte. Die vom Mauerwall hinterlassene Freifläche bot Platz für eine breit angelegte, boulevardähnliche Straße. Der am 10. Mai 1883 nach den Sachsenkaisern (Ottonen) benannte Sachsenring ehrt nach einem Vorschlag des Stadtbaumeisters Josef Stübben die deutschen Kaisergeschlechter. Köln ist eng mit den Ottonen verbunden, denn Otto der Große machte seinen Bruder Brun zum Erzbischof von Köln und zum Herzog von Lothringen. Die frei werdende Wallfläche schuf Raum für eine 1884 von Adolf Kowallek angelegte, 2,55 Hektar große Grünanlage. Die bewusst geplanten, großzügigen Grünbereiche der Ringe, insbesondere am Sachsenring, sind aus der Vogelperspektive sichtbar. Die Kanalisation auf den Ringen wurde am 11. November 1885 vollendet. Der Unternehmer Franz Carl Guilleaume erwarb im Jahre 1885 die Ulrepforte und Kartäusermühle von der Stadt Köln, ließ sie 1886 von Vincenz Statz restaurieren und eröffnete am 11. Juni 1886 auf der 25.500 m² umfassenden Grünanlage einen Gastronomiebetrieb (Sachsenring Nr. 42) auf einem Gelände von 769 m², wovon 506 m² Festungsgelände, 186 m² zur Kartäusermühle und 77 m² zum Wohnhaus gehörten. Die Familie Guilleaume schenkte der Stadt das Gelände im Jahre 1907.

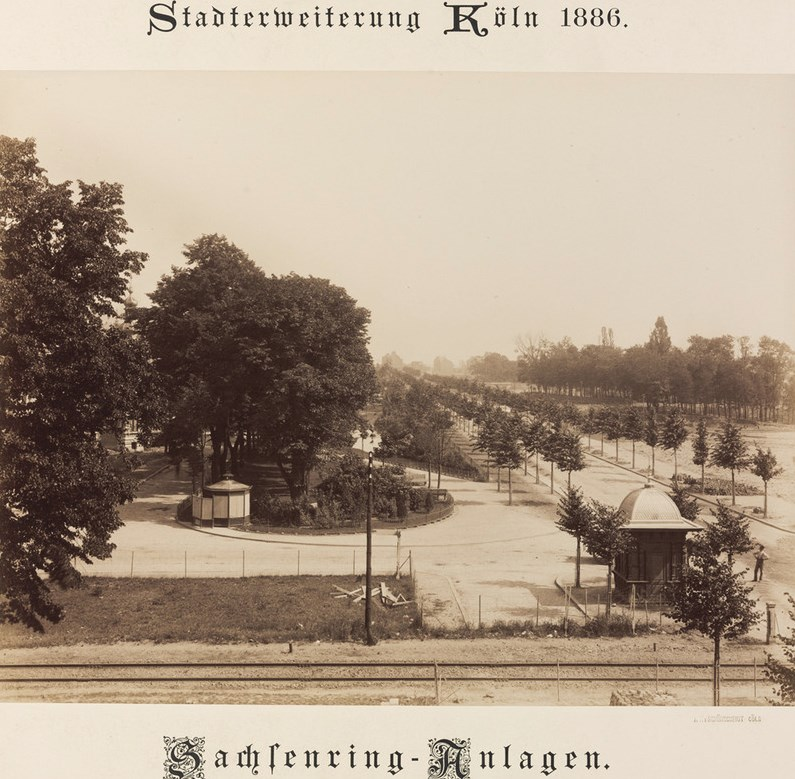
Johann Heinrich Schönscheidt – Stadterweiterung Köln,  Sachsenring-Anlagen (1886)
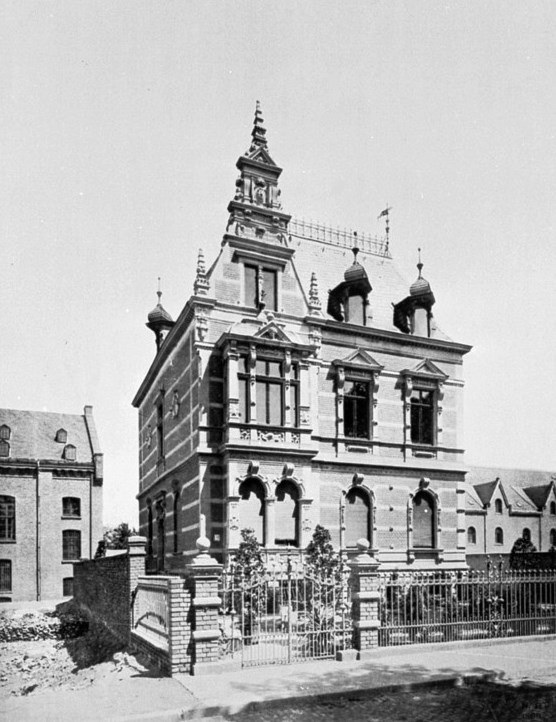
Sachsenring 32 – (1886)
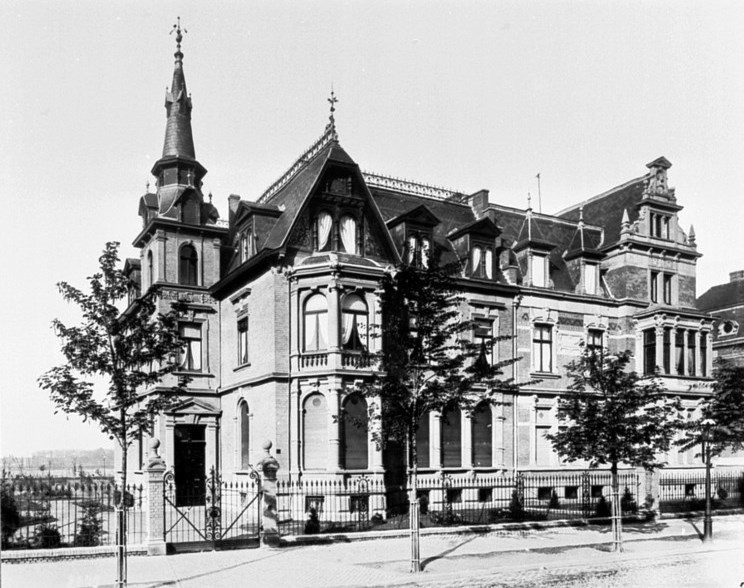
Sachsenring 77–79 – Haus Mallinckrodt/Scheibler (1886)
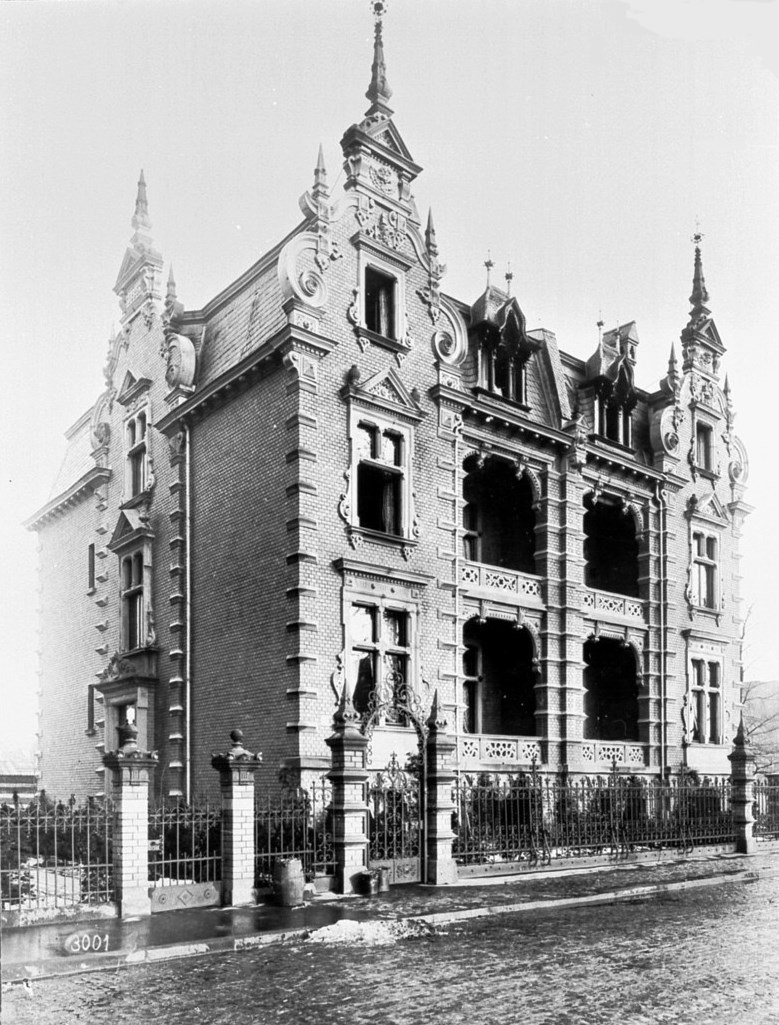
Sachsenring 74 (um 1890)
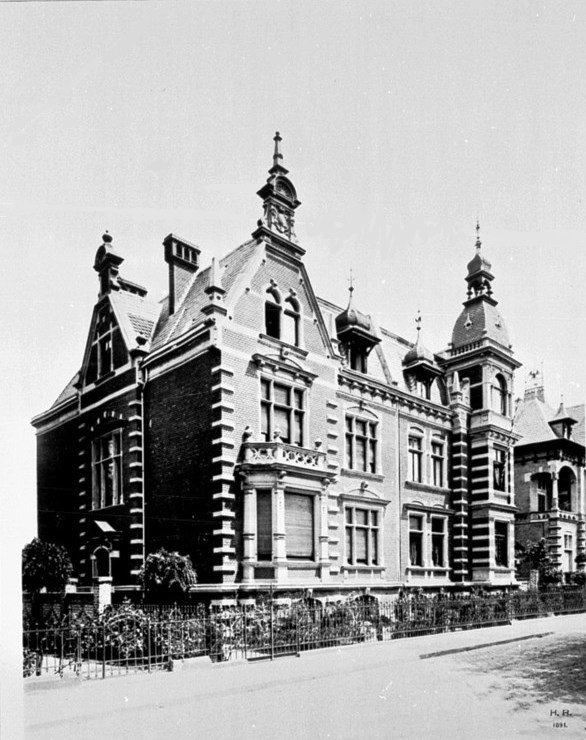
Sachsenring 20–22 – Architekten Biecker & Böhm (1891)
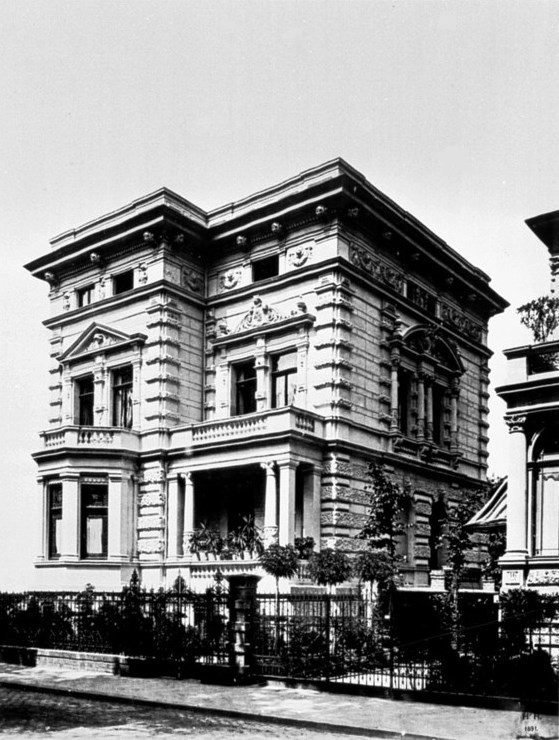
Sachsenring 48 – (1891)
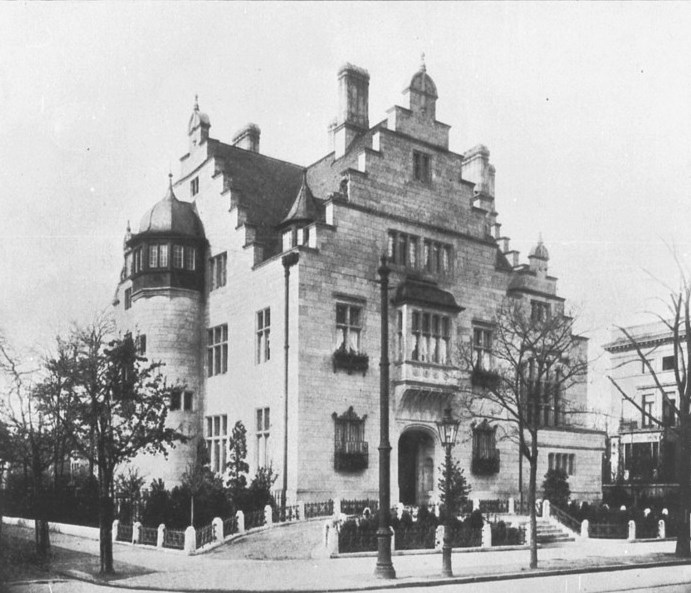
Sachsenring 73 – Villa Arnold Guillaume (1897)
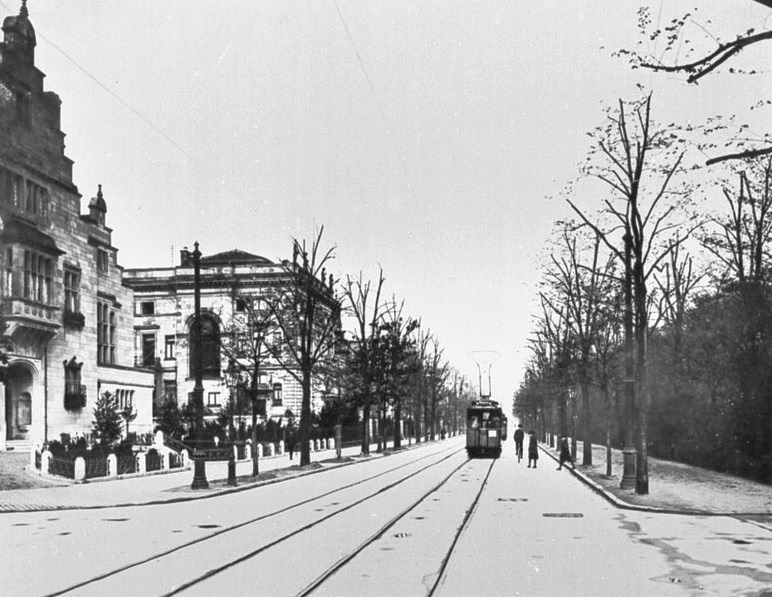
Sachsenring 73–75 / Ecke Ulrichgasse, links angeschnitten Haus Guilleaume (um 1905)
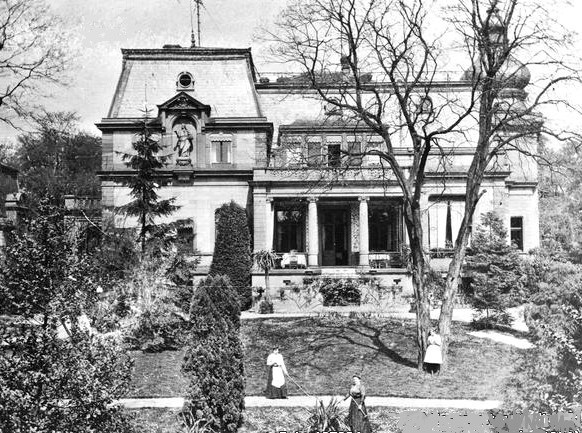
Sachsenring 69 – Villa Grüneberg, 1900
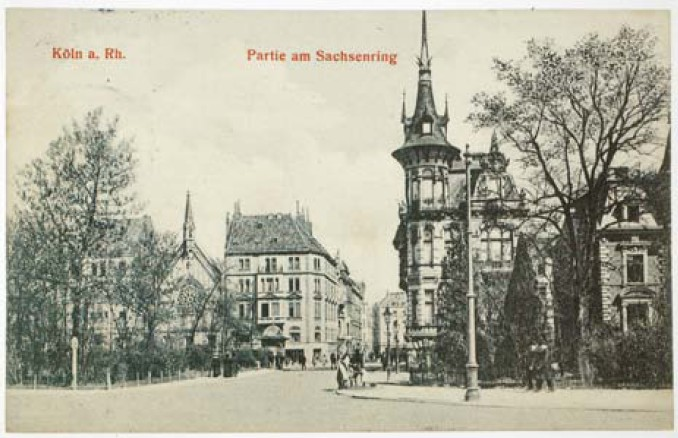
Sachsenring – Pantaleonswall mit der im Zweiten Weltkrieg zerstörten altlutherischen St. Johannis-Kirche (1906)
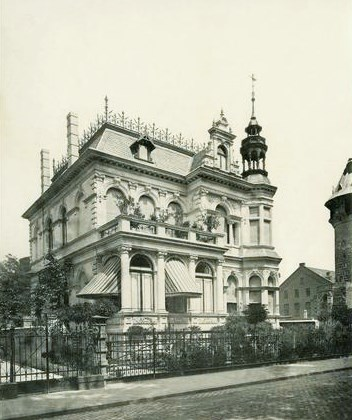
Sachsenring 46 – rechts neben dem Haus der Turm der Ulrepforte (1907)
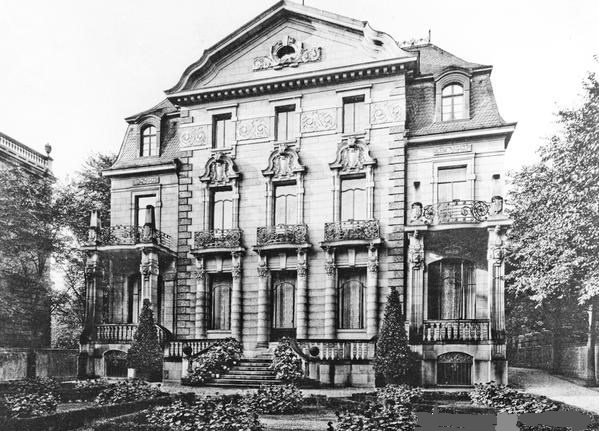
Sachsenring 91–93 – Villa Hagen (1910)

Die Stadt Köln verkaufte zunächst ab 1885 die Grundstücke am Sachsenring unter der Bedingung, dass dort nur Häuser gebaut werden durften, „die an mindestens drei Seiten frei stehen.“ Hier gab es bei dieser offenen Bauweise auch Vorgärten, die noch heute sichtbar sind. Der Sachsenring ist neben dem Theodor-Heuss-Ring der einzige Ringabschnitt mit Vorgärten, die den Baustatus der hier stehenden Villen unterstrichen. Die Bebauung setzte am Sachsenring ab 1886 ein, wobei sich hier ein ausgesprochenes Villengebiet entwickelte. Meistens Industrielle und Bankiers errichteten ihre Großvillen am Sachsenring. So entstand als eine der ersten Villen im Jahre 1886 von Adolf Nöcker in Sachsenring Nr. 32 im Stil der Neorenaissance für den Pensionär Melchior Froitzheim, der sie kurzzeitig an Ludwig Stollwerck vermietete. Nöcker erbaute 1887 auch die Häuser Nr. 28 und Nr. 30. Noch im Jahre 1886 kam durch Hermann Otto Pflaume in Nr. 77/79 das Doppelhaus für Gustav von Mallinckrodt und Carl Johann Heinrich Scheibler mit einer am 19. August 1912 fertiggestellten Gartenanlage von Friedrich Encke hinzu. Der Rentner Joseph Bartmann erwarb 1886 von der Magdeburger Bau- und Creditbank die südliche Hälfte der Doppelvilla 84–86, deren Baukosten sich auf 34.000 Mark beliefen. Der für die Bauplanung der Ringe verantwortliche Stadtbaumeister Stübben zog 1887 selbst in die freistehende Halbvilla Nr. 76 im Stil der deutschen Renaissance. Alfred Müller-Grah zeichnete 1887 für die Villen in Nr. 78 und Nr. 80 verantwortlich. Nr. 81 hieß Villa Hellmers und gehörte dem Mitinhaber der Salpeterfabrik Traine & Hellmers, errichtet 1888 von Clemens Riffart.

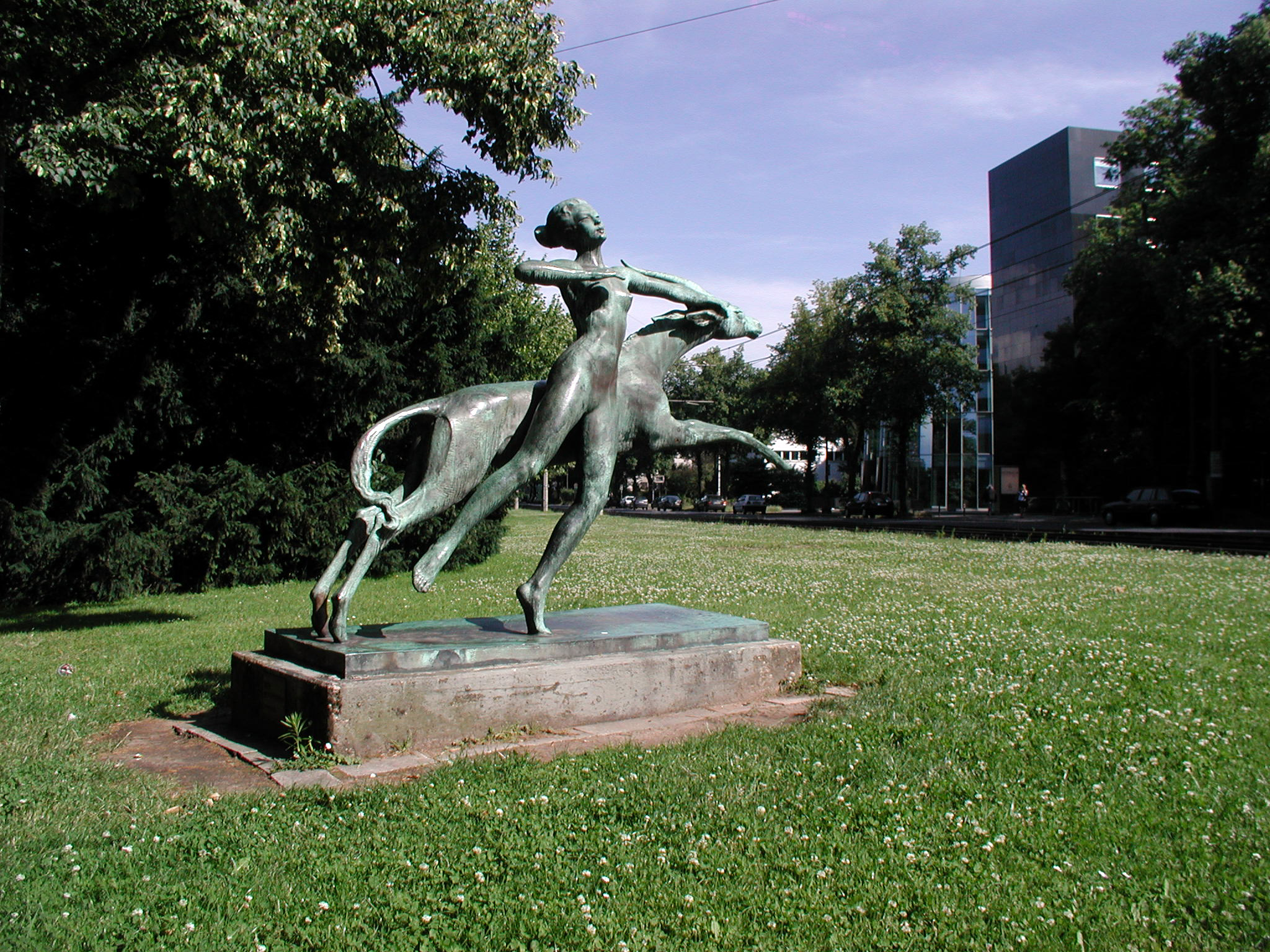
Sachsenring – Diana mit springender Antilope (1916) (Juni 2008)

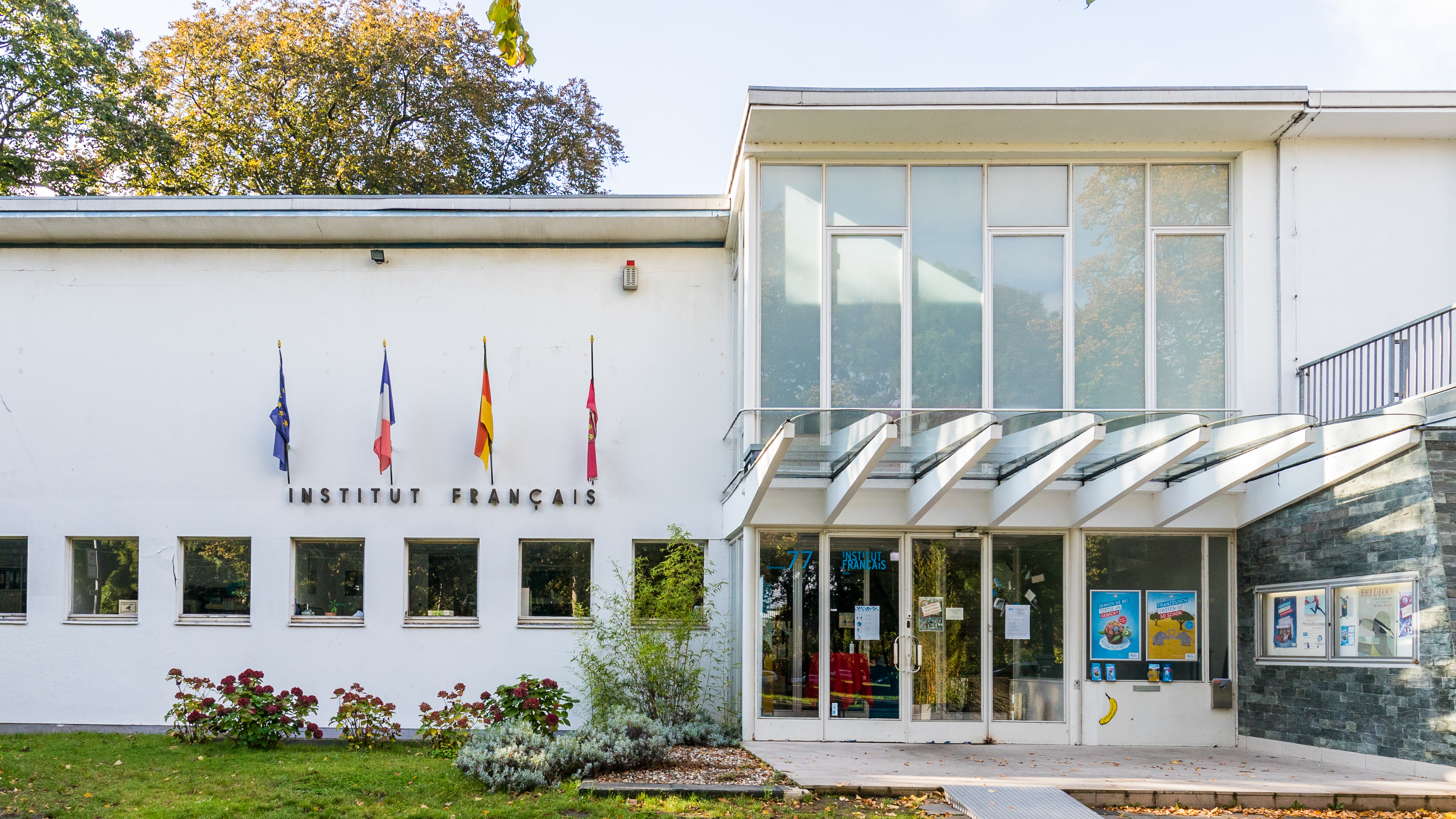
Sachsenring 77 – Institut français

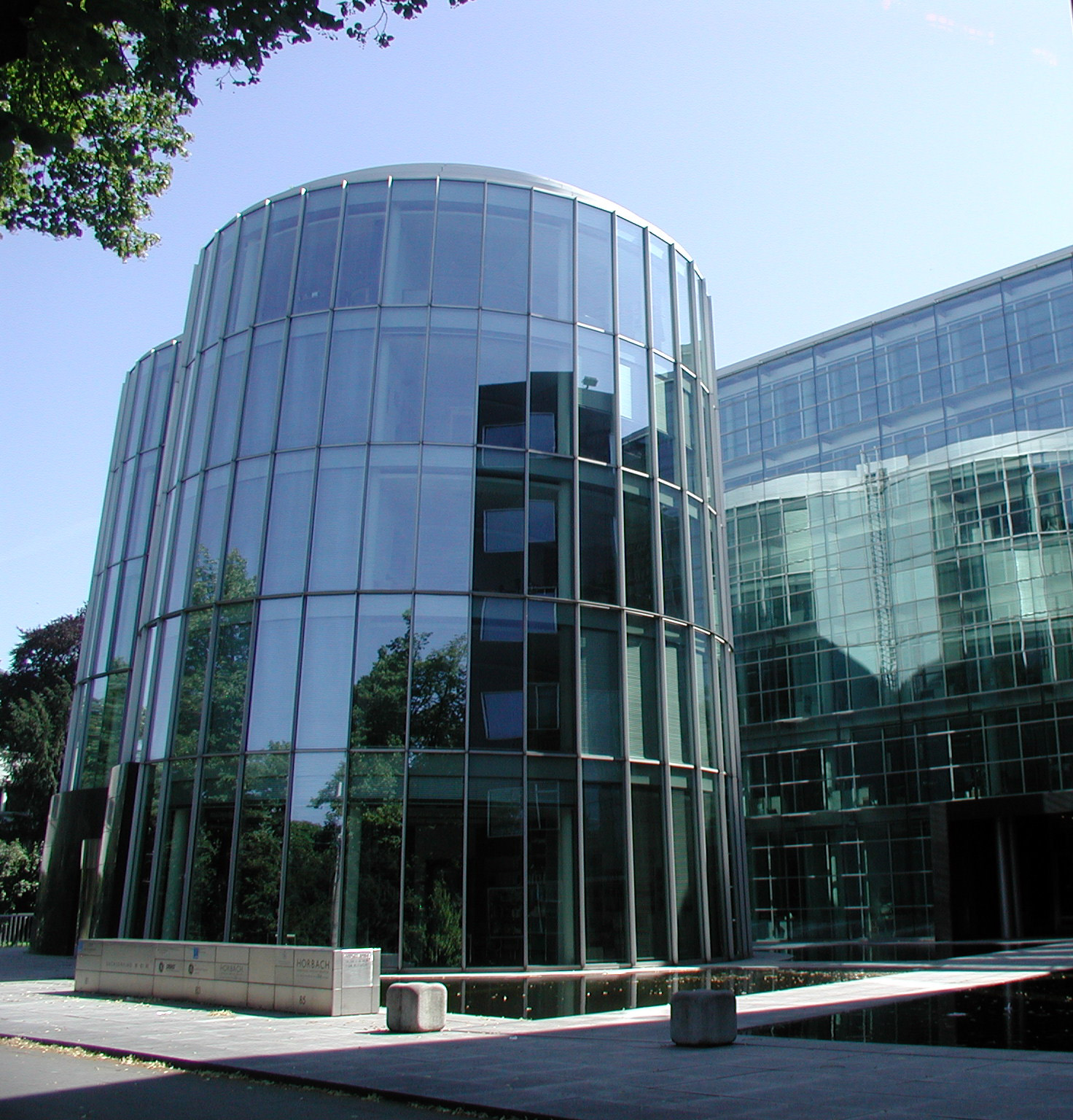
Sachsenring 83–85 – „Horbach-Haus“ (Juni 2008)

Der Fabrikant Wilhelm Leyendecker bezog 1890 eine von Richard Dielmann errichtete Villa in Nr. 75, Otto March erbaute 1892 in Nr. 69 die Villa Richard Grüneberg; eine 1896 von Georg Eberlein entworfene Villa für Sägewerksinhaber Isidor Dülken stand in Nr. 49. Die von Ernst Eberhard von Ihne 1897 erbaute Villa für Arnold von Guilleaume in Nr. 73 war ein U-förmiger, zur Lothringer Straße geöffneter Bau mit rückseitigem Stall- und Wirtschaftsgebäude von Franz Brantzky, Eugen Fabricius schuf 1903–1905 an Nr. 91–93 die Villa Louis Hagen. In Nr. 48 stand Villa Cramer-Nicolai; mindestens seit 1904 lebte hier Ingenieur Robert Siller, der zahlreiche Patente besaß. Die in der Nähe liegende Pfarrkirche St. Paul wurde im Jahre 1908 geweiht. Die auf dem Mittelstreifen des Sachsenrings stehende Plastik Diana mit springender Antilope (in Höhe Nr. 81–85) wurde 1916 zunächst im Rheinpark aufgestellt und stammt von Fritz Behn.

## Neuzeit
Der Kölner Betriebswirtschaftler Eugen Schmalenbach ersteigerte am 12. November 1931 Nr. 74, nachdem der Voreigentümer (Ersteigerung im April 1930) die Hypothek zu Gunsten Schmalenbachs nicht mehr hatte tilgen können. Am 18. September 1942 brachte Schmalenbach das Haus in die ihm und seinem Bruder Hermann gehörende Treuhand AG ein. Am Sachsenring wurden ab 1930 Großvillen niedergelegt und die Grundstücke für Mehrfamilienhäuser parzelliert. Für weitere Freiflächen sorgte im Zweiten Weltkrieg der großflächige Peter-und-Paul-Angriff vom 28./29. Juni 1943, der die Ringe und ihre Häuser – darunter die meisten Villen des Sachsenrings – weitgehend zerstörte; 4377 Menschen kamen nach offizieller Zählung um.
Der Bundesausschuss für volkswirtschaftliche Bildung war seit 1952 in Nr. 38 untergebracht. In den von Wilhelm Riphahn geplanten Neubau in Nr. 77 zog am 15. Januar 1953 das Institut français Köln ein. Egon Eiermann baute 1955–1957 in Nr. 91 ein Verwaltungsgebäude für die Volkshilfe Lebensversicherung AG, in dem sich heute ihre Rechtsnachfolgerin, die AachenMünchener Lebensversicherung, befindet. 1958 eröffnete das Humboldt-Gymnasium Köln am nahegelegenen Kartäuserwall 40. In Nr. 3 befindet sich seit 1986 das Theater am Sachsenring, in Nr. 67 ist der Kreisverband des Sozialverband VdK Deutschland untergebracht. Nr. 73a beherbergt seit 1997 die Theaterakademie Köln. Ulrepforte und Mauerturm werden von den Kölner Karnevalsvereinen Rote und Blaue Funken genutzt. Ein Glasrundbau in Nr. 83–85, 1994 gebaut von Thomas van den Valentyn, enthält seit August 2002 die Horbach Wirtschaftsberatung.

## Lage
Ab Brunostraße spaltet sich der Sachsenring durch einen breiten Mittelstreifen; er gehört mit einer Breite von über 100 Metern neben Ubierring und Kaiser-Wilhelm-Ring zu den breitesten Straßen Kölns. Seine nördliche Verlängerung ist der Salierring, südliche der Karolingerring. Bedeutende Straßenkreuzungen sind Vorgebirgstraße / Ulrichgasse, Overstolzenstraße und Eifelstraße. Die Ulrichgasse ist Teil der heutigen Nord-Süd-Fahrt. Die Gleisanlagen für die Linien 15 und 16 der Stadtbahn Köln befinden sich verkehrsunabhängig auf dem Mittelstreifen, wo es die Haltestellen Ulepforte und – bereits auf dem Salierring – Eifelstraße gibt. Über den Sachsenring verläuft die Bundesstraße 9.